# Charlie Day
Charles "Charlie" Peckham Day, född 9 februari 1976 i New York, är en amerikansk skådespelare, komiker, musiker, producent, regissör och manusförfattare.

## Karriär
Day är främst känd för sin medverkan i den amerikanska komediserien It's Always Sunny in Philadelphia där han spelar Charlie Kelly sedan 2005. Day har även spelat i ett flertal långfilmer, exempelvis Horrible Bosses (2011), Pacific Rim (2013) och Horrible Bosses 2 (2014).

## Privatliv
Day föddes i New York men växte upp i Middletown i Rhode Island. Numera bor han i Los Angeles i Kalifornien. Den 4 mars 2006 gifte han sig med skådespelerskan och manusförfattarinnan Mary Elizabeth Ellis och tillsammans har det ett barn.

## Filmografi (i urval)
- 2005–2015 – It's Always Sunny in Philadelphia (TV-serie)
- 2011 – Horrible Bosses
- 2013 – Monsters University (röstroll)
- 2013 – Pacific Rim
- 2014 – Lego-filmen (röstroll)
- 2014 – Horrible Bosses 2
- 2015 – Ett päron till farsa: Nästa generation
- 2018 – Pacific Rim: Uprising
- 2019 – Lego-filmen 2 (röstroll)
- 2023 – Super Mario Bros. Filmen (röstroll)
- 2025 – Honey Don't!